# Корибер
Корибер (фр. Corribert) насеље је и општина у североисточној Француској у региону Шампањ-Арден, у департману Марна која припада префектури Еперне.
По подацима из 2011. године у општини је живело 57 становника, а густина насељености је износила 5,87 становника/km². Општина се простире на површини од 9,71 km². Налази се на средњој надморској висини од 200 метара.

## Демографија
| 1962. | 1968. | 1975. | 1982. | 1990. | 1999. | 2011. |
| ----- | ----- | ----- | ----- | ----- | ----- | ----- |
| 15    | 39    | 54    | 56    | 46    | 50    | 57    |

График промене броја становника у току последњих година